# Casselsruhe

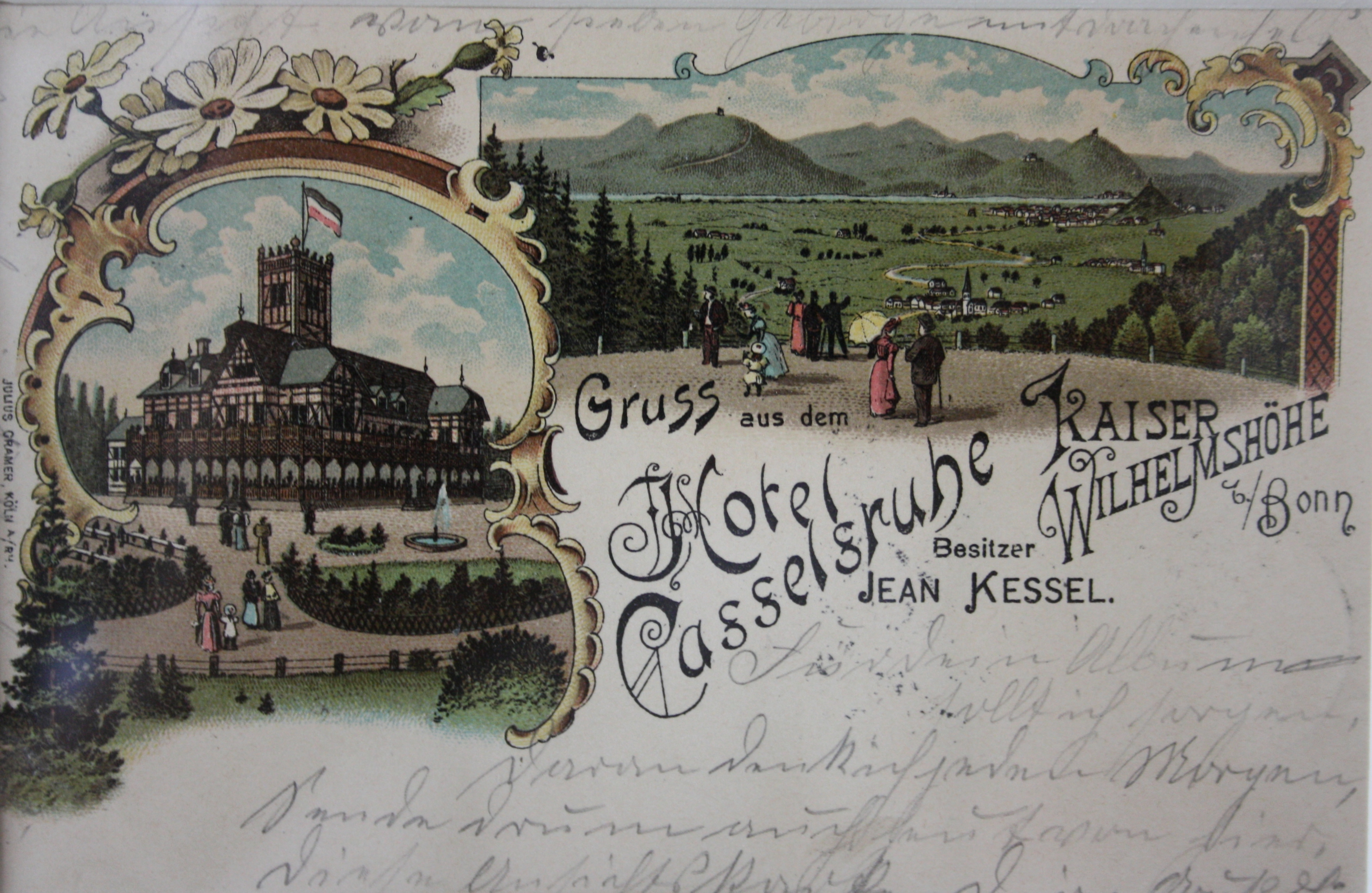
Historische Postkarte, um 1900

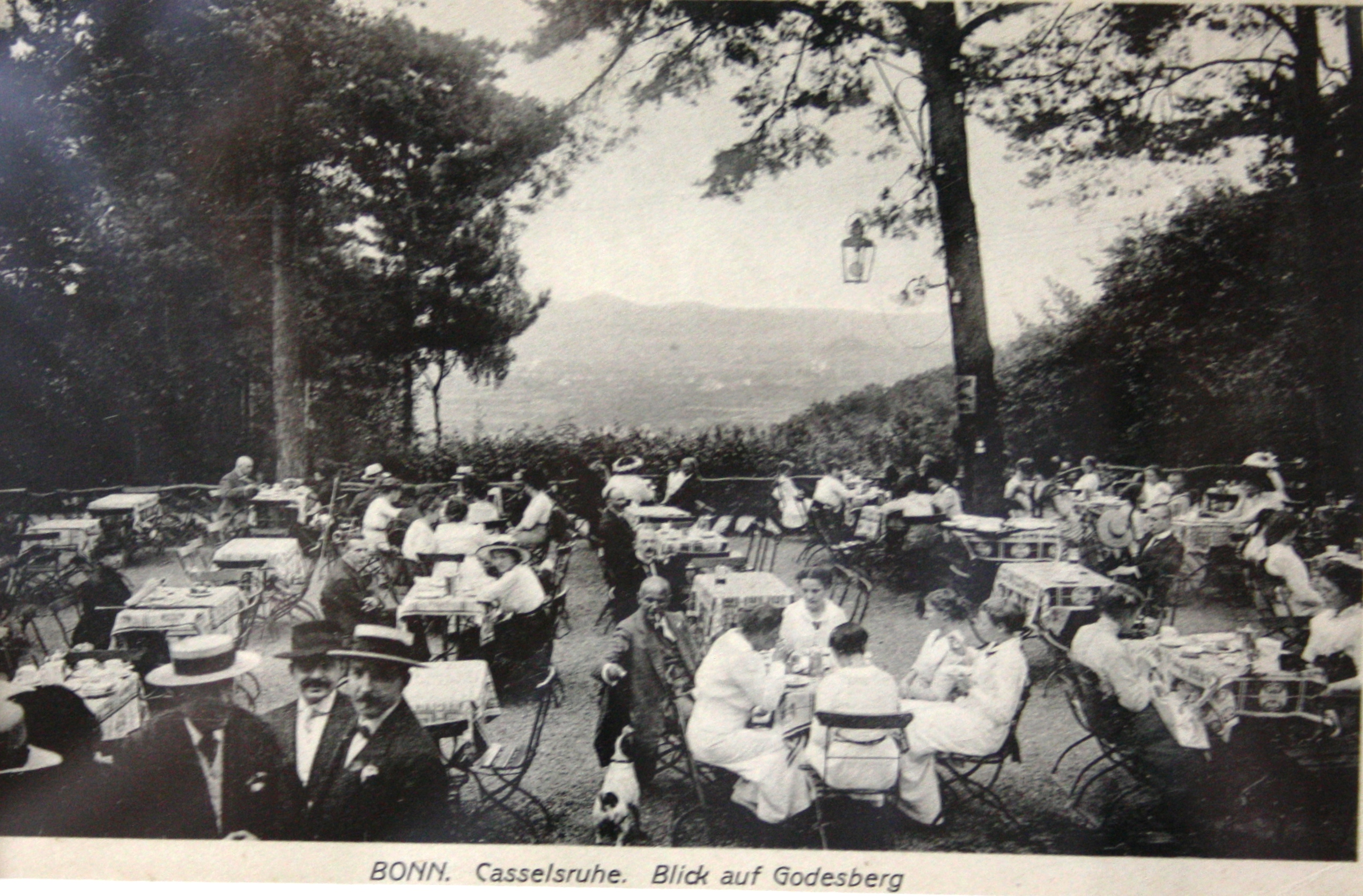
Historische Postkarte, um 1890

Die Casselsruhe ist eine Ortsbezeichnung auf dem Bonner Venusberg.
Zum silbernen Dienstjubiläum des Poppelsdorfer Bürgermeisters Heinrich Cassel wurde an dessen Lieblingsplatz eine Ruhebank mit der Inschrift Casselruhe aufgestellt. Nach dem Ersten Weltkrieg wurde an dieser Stelle ein Gedenkstein errichtet.
Im Laufe der Jahre nach 1862 wurden hier nacheinander mehrere Gaststätten mit dem Namen Casselsruhe erbaut und schließlich 1895 unter Jean Kessel zum Hotel erweitert. Dieses wurde im Zweiten Weltkrieg zerstört. Nach dem Wiederaufbau 1959 verkauften die Erben des 1979 tödlich verunglückten Betreibers Rudolf Kessel 1987 die Anlage an Steigenberger Hotels. Ende 1988 stellte die Hotelgruppe einen Neubau an gleicher Stelle fertig. Ab 2000 übernahm Dorint Hotels das Haus. Die Anschrift ist bis heute An der Casselsruhe 1.